# Малек-Джахан-ханум
Малек-Джахан-ханум (перс. ملک جهان خانم‎; 26 февраля 1805, Тегеран — 2 апреля 1873, Тегеран) — жена Мохаммад-шаха Каджара из Персии и мать Насер ад-Дин-шаха. Она была де-факто регентом Персидской империи в течение одного месяца, с 5 сентября по 5 октября 1848 года, после смерти мужа и до восшествия на престол её сына.

## Жизнь

### Ранние годы
Малек-Джахан-ханум была персидской принцессой династии Каджаров как по рождению, так и по браку. По рождению, будучи дочерью Амира Мохаммеда и принцессы Бегум, она была внучкой Фетх-Али Шаха Каджара из Персии. Её дед по отцовской линии был могущественным полководцем Каджаров — Амиром Сулейманом, а её бабушка по отцовской линии была принцессой династии Занд.

### Свадьба

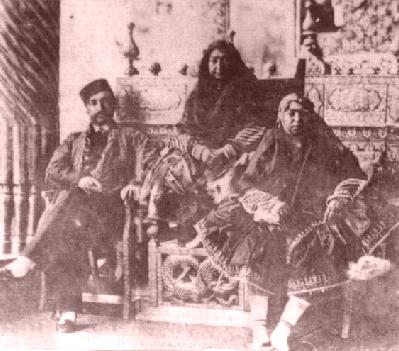
Малек-Джахан-ханум (в центре), Насер ад-Дин Шах (её сын, четвёртый шах династии Каджаров, слева) и Эззат ад-Дауле (её дочь, справа). Фотография сделана до 1874 года.

В юном возрасте она вышла замуж за своего двоюродного брата Мохаммед-шаха Каджара из Персии (годы правления 1834—1848). Её муж за свою жизнь женился примерно на пятнадцати женщинах, но она была одной из его первых жен. Она пользовалась авторитетом в гареме по нескольким причинам: из-за своего старшинства среди жён шаха; потому что она была членом семьи по рождению и, следовательно, имела хорошие связи и хорошо разбиралась в обычаях; потому что она родила своему мужу целых пятерых детей (двое из которых достигли совершеннолетия) и больше всего потому, что была матерью наследного принца.
Её единственный выживший сын, Насер ад-Дин Шах, сменил своего отца на троне Персии. Её титул Мехд-и улья (перс. مهد علیا‎) означает «Возвышенная колыбель», и этот титул обычно даровался матери наследника.

### Вдовство
Как вдова, она была де-факто регентом Персидской империи в течение одного месяца, с 5 сентября по 5 октября 1848 года, после смерти мужа и до восшествия на престол её сына.
Как королева-мать она оказывала значительное политическое влияние во время правления своего сына с 1848 года до своей смерти в 1873 году. Её описывают как сильную и политически одарённую личность. Как правило, она поддерживала представителей семьи Каджаров, а не заслуженных простолюдинов, в основном потому, что члены семьи и клана гораздо легче могли получить у неё аудиенцию, чем посторонние.